# Vinökalv
Vinökalv är ett naturreservat på en ö med samma namn i Västerviks kommun i Kalmar län.
Området är naturskyddat sedan 1971 och är 139 hektar stort. Reservatet består av karg tallskog, barrblandskog och jordbruksmark med inslag av våtmarker, lövområden och strandängar.                          